# 大平和登
大平 和登（おおひら かずと、1933年（昭和8年）1月5日 - 2012年（平成24年）11月15日）は、元東宝インターナショナル代表取締役・エッセイスト・演劇評論家・プロデューサー。

## 略歴
広島市生まれ、山口県出身。1956年（昭和31年）  早稲田大学文学部仏文科卒業後、東宝株式会社入社。
1961年（昭和36年）  米国ロスアンジェルス東宝ラブレア劇場支配人。1963年（昭和38年）  ニューヨーク東宝シネマ支配人。
1965年（昭和40年）  帰国。東宝東和宣伝企画課長（出向）。
1969年（昭和44年）  ニューヨーク再赴任。東宝ニューヨーク駐在代表（以後2004年まで在住）。
1985年（昭和60年）  第2回山路ふみ子文化賞受賞。
1989年（平成元年）  東宝インターナショナル代表取締役就任。東宝演劇部社外顧問。1992年（平成3年） インターナショナル・カルチュラル・プロダクション（ICP）社創立。代表取締役社長就任。
2004年（平成16年）  日米就航150周年記念外務大臣賞受賞。
2012年（平成24年）11月15日 - 肺炎のため死去。79歳没。

## 人物

### クロサワ映画伝道師としての顔
黒澤映画がまだ十分に普及されていない時代、ニューヨークを中心に黒澤映画を始め日本映画の売り込み、普及に尽くしたことでも知られている。黒澤明が初めてニューヨークを訪問した際、黒澤から自身の作品についての米国での評価などを細かく質問されて、最後に心から「ありがとう」と握手を求められたというエピソードがある（《黒澤映画研究会誌》より）。

### 日本初「ブロードウェイ」の専門家
1927年から、ニューヨーク、マンハッタン44丁目（ブロードウェイ劇場街の真ん中）に位置し、ブロードウェイ関係者の中ではアイコン的存在のレストランSadi's には、ブロードウェイに貢献した重要な人物の似顔絵が所狭しと壁に並んでいるが、そこに描かれている日本人は、大平和登ただひとりである。

## 著書
- ブロードウェイ 作品社 1980.11
- ブロードウェイⅡ 作品社 1985.9
- ニューヨークのパフォーミング・アーツ 新書館 1989.1
- ブロードウェイの魅力 丸善ライブラリー 1994.10
- ブロードウェイを歩く読売新聞社 1995.6
- 「河上徹太郎全集」全8巻、編・解題 勁草書房（青年時代に河上に師事）

## 句集
- 「旅短ければ」

## 共著
- ブロードウェイ!ブロードウェイ! 荒井良雄共著 朝日新聞社 1985.11
- 花園 句集 石川千恵共著 朝日新聞社 2000.6

## 翻訳
- 笑うブロードウェイ / アル・ハーシュフェルド 小学館 1997.1